# Marc Storace
Marc Storace, född 7 oktober 1951 i Sliema, Malta, är en maltesisk rocksångare, mest känd som frontmannen i det schweiziska hårdrocksbandet Krokus. Innan sin medverkan i Krokus sjöng han tillsammans med det progressiva rockbandet TEA följande mindre musikgrupper, bland annat ett som han själv grundade i London. Han har även haft ett antal solokarriärer och samarbetat med många andra hårdrocksakter som både sångare och låtskrivare.
Marcs distinkta tenorröst har ofta jämförts med andra sångare såsom Bon Scott från AC/DC och Robert Plant från Led Zeppelin. Ända sedan han började sjunga professionellt på 1970-talet har hans röst i stort sett förblivit likadan, med en märkbar ökning av tecken genom alltifrån mognad och år av live- och studioupplevelser.